# Robin Williams (universitaire)
 (novembre 2012).
Si vous disposez d'ouvrages ou d'articles de référence ou si vous connaissez des sites web de qualité traitant du thème abordé ici, merci de compléter l'article en donnant les références utiles à sa vérifiabilité et en les liant à la section « Notes et références ».
Ne doit pas être confondu avec Robin Williams.
Robin A. Williams, né le 13 novembre 1952 à Londres, est un chercheur interdisciplinaire dans le domaine des sciences et des technologies, qui a grandement contribué à la modélisation de la technologie notamment en étudiant l’échange entre les facteurs sociaux et les techniques dans le design et l’implémentation d’un grand nombre de technologies, professeur d'études des sciences et  technologies à l’université d'Édimbourg, ainsi que directeur de l’Institut d'étude des sciences, des technologies et de l'innovation. 

## Biographie
Après avoir obtenu son doctorat à l’université Aston en 1980, Robin Williams est resté en tant que chercheur au département de la Technology Policy pour six années de plus. En 1986, il rejoint le Centre de recherche pour les sciences sociales (RCSS en anglais) à l’université d'Édimbourg et coordonne  le Centre PICT d'Édimbourg, un des six centres de recherche universitaire ouverts sous le programme ESRC sur les informations et communications (1986 - 1995). À la même époque, Robin Williams et d’autres chercheurs du PICT d'Édimbourg publient différents articles sur les problèmes liés aux aspects sociaux, économiques et politiques des designs et implémentations de la technologie. Regroupant ses découvertes faites au cours des dix dernières années, Robin Williams et son collègue David Edge publient un article mondialement reconnu sur le broad church du modèle social de la technologie. Il devient directeur du RCSS en 1997.
En 2001, Robin crée l’Institut pour l'étude des sciences, des technologies et de l'innovation (ISSTI en anglais) afin de regrouper les différents groupes d’académiques et de chercheurs indépendants de l’université d'Édimbourg travaillant dans la recherche, l’enseignement et le transfert du savoir sur l’aspect politique et  social des sciences, des technologies et de l'innovation.

## Publications
- (en) Software and Organisations: The Biography of the Enterprise-Wide System - Or how SAP Conquered the World (2009), Routledge, avec Neil Pollock
- (en)  Social Learning in Multimedia (2005), Edward Elgar, avec Stewart et Slack.
- (en)  Policies for Cleaner Technology: A New Agenda for Government and Industry (1999), Earthscan, avec Clayton et Spinardi.
- (en) The Social Shaping of Information Superhighways: European and American Roads to the Information Society (1997), Campus Verlag, avec Kubicek et Dutton.
- (en) Expertise and innovation: Information technology strategies in the financial services sector (1994), Clarendon Press, Oxford, avec Fincham, Fleck, Proctor, Scarbrough et Tierney.